# Rue Cochin (ancienne)
Pour les articles homonymes, voir Cochin.
La rue Cochin est une ancienne rue qui était située dans l’ancien 12e arrondissement à la date de sa création, à la limite entre les actuels 5e et 13e arrondissements lors de sa suppression.

## Origine du nom
Le nom est celui d’un ancien conseiller de l'ancien 12e arrondissement.
C’est celui de l’actuelle rue Cochin dans le 5e arrondissement de Paris.

## Situation
La rue, créée en 1846 dans le prolongement de la rue des Bourguignons, reliait la rue de Lourcine (actuelle rue Broca) à la rue Pascal
Elle fut supprimée avec la rue des Bourguignons et d’autres voies par le percement en 1866 du boulevard de Port-Royal qui passe au-dessus de son niveau originel. La rue débouchait rue Pascal après passage sur un pont enjambant la Bièvre face au théâtre Saint-Marcel, également détruit par la construction de la nouvelle voie. Cette intersection était située sous l'actuel pont du boulevard.